# Bailleul-le-Soc
Bailleul-le-Soc è un comune francese di 659 abitanti situato nel dipartimento dell'Oise della regione dell'Alta Francia.

## Società

### Evoluzione demografica
Abitanti censiti